# Clinio Freitas
Clinio de Freitas Neto (* 8. Januar 1964 in Niterói) ist ein ehemaliger brasilianischer Segler.

## Erfolge
Clinio Freitas nahm zweimal an Olympischen Spielen mit Lars Grael in der Bootsklasse Tornado teil. 1988 gewannen die beiden aufgrund 40,1 erzielten Punkten die Bronzemedaille, aufgrund derer sie hinter Jean-Yves Le Déroff und Nicolas Hénard aus Frankreich sowie den Neuseeländern Rex Sellers und Chris Timms den dritten Platz belegten. Bei den Olympischen Spielen 1992 in Barcelona erreichten sie den achten Platz.